# Kiribati nos Jogos Olímpicos de Verão da Juventude de 2010
Kiribati participou dos Jogos Olímpicos de Verão da Juventude de 2010 em Singapura. Sua delegação foi composta de quatro atletas que competiram em três esportes.

## Atletismo
| Evento          | Atleta      | Qualificação | Qualificação | Final      | Final        |
| Evento          | Atleta      | Resultado    | Posição      | Resultado  | Posição      |
| --------------- | ----------- | ------------ | ------------ | ---------- | ------------ |
| 100 m masculino | Nooa Takooa | Não largou   | -- (-- q4)   | Não largou | -- (Final E) |
| 100 m feminino  | Tio Etita   | 14.59        | 34º (7º q5)  | 14.43      | 5º (Final E) |

## Halterofilismo
| Evento              | Atleta            | Peso corporal (kg) | Arranque (kg) | Arranque (kg) | Arranque (kg) | Arranque (kg) | Arremesso (kg) | Arremesso (kg) | Arremesso (kg) | Arremesso (kg) | Total (kg) | Pos. final |
| Evento              | Atleta            | Peso corporal (kg) | 1             | 2             | 3             | Res.          | 1              | 2              | 3              | Res.           | Total (kg) | Pos. final |
| ------------------- | ----------------- | ------------------ | ------------- | ------------- | ------------- | ------------- | -------------- | -------------- | -------------- | -------------- | ---------- | ---------- |
| Até 77 kg masculino | Kabuati Silas Bob | 75,35              | 90            | 95            | 100           | 100           | 120            | 125            | 130            | 130            | 230        | 7º         |

## Taekwondo
| Evento             | Atleta        | 1ª rodada                  | Quartas-de-final                | Semifinais  | Final       | Pos. final |
| ------------------ | ------------- | -------------------------- | ------------------------------- | ----------- | ----------- | ---------- |
| Até 55 kg feminino | Kaburee Ioane | TOG Michele Dorkenoo V RSC | SIN Shafinas Abdul Rahman D RSC | Não avançou | Não avançou | 7º         |